# Eucràtides I de Bactriana
Eucràtides I de Bactriana (Eucratides, Εὐκρατίδης, persa: اروکرت) fou rei de Bactriana vers el 170 aC fins al 145 aC. A les monedes porta el títol de "el Gran".
Eucràtides era potser un general del rei Demetri I de Bactriana o un cap que tenia el suport selèucida (se suggereix que era cosí del rei Antíoc IV Epífanes), i va enderrocar la dinastia eutidèmida vers el 170 aC probablement destronant a Antímac I i/o Antímac II. Va fundar la dinastia eucràtida. Justí diu que va pujar al tron al mateix temps que Mitridates (que podria ser Mitridates IV del Pont que va començar a regnar el 170 aC o Mitridates I el gran de Pàrtia que va pujar al tron vers 173 aC)
La branca índia va intentar recuperar el control. Un rei de la branca índia, Demetri, probablement Demetri II, va anar a Bactriana amb 60.000 homes però aparentment fou derrotat i mort i Eucràtides es va apoderar de part del Regne Indogrec. Va fer una campanya al nord-oest de l'Índia i va governar un extens domini probablement fins al riu Jhelum al Panjab, però finalment fou rebutjat pel rei indogrec Menandre I que va aconseguir reunificar el regne. També els parts es van apoderar de les províncies occidentals encara que Justí diu que van conquerir fins a l'Índia.
Algunes monedes d'Eucràtides podrien representar a parents: el seu pare Heliocles, i la seva mare Laodice (possible princesa selèucida). Després d'esdevenir sobirà a Bactriana va conquerir les parts occidentals del regne Indogrec. Justí diu que va lluitar amb Demetri rei dels indis però la personalitat d'aquest, generalment identificat com Demetri II de Bactriana (o Demetri II Indogrec) és dubtosa. Eucràtides va lliurar diverses guerres amb coratge i Justí anomena guerres amb els sogdians (de Sogdiana), els aracotes (d'Aracòsia), els drangians (de Drangiana), els aris (d'Ariana), els indis, i sobretot els parts, però excepte aquestos darrers tots foren derrotats.
Segons Justí fou assetjat per Demetri rei dels indis (que no diu on); va fer nombroses sortides i va aconseguir derrotar a 60.000 assetjants amb només 300 soldats, i va sortir vencedor després de quatre mesos de lluita, conquerint llavors l'Índia. Eucràtides hauria estat contemporani d'Apol·lodot I, Antímac II i Menandre I. La seva penetració a l'Índia es comprova per abundants monedes bilingües. Mitridates I el Gran de Pàrtia va atacar el regne grec de Bactriana i va conquerir la ciutat d'Ariana (Herat) el 167 aC i va conquerir els països que Estrabó anomena Aspiones i Turiua. Probablement fou el fundador d'Eucratídia.
Justí acaba el relat de la vida d'Eucràtides dient que el rei va ser assassinat en el camí de tornada de l'Índia pel seu propi fill que tenia associat al tron (que havia de ser Eucràtides II o Heliocles I, si bé alguns suposen que fou el seu enemic Demetri) que tenia tant d'odi al difunt que el va trepitjar amb el seu carro i va ordenar que no li fos donada sepultura.; la traducció també presente problemes i alguns historiadors interpreten que Eucràtides fou mort al seu retorn de l'Índia "junt" amb el seu fill i associat al tron. La mort d'Eucràtides potser va suposar una guerra civil entre membres de la seva dinastia, anomenada Eucràtida. Eucràtides II i Heliocles I (vers 145–130 aC) apareixen com a successors; Heliocles fou el darrer rei que va governar a Bactriana i fou derrotat pels yuezhi perdent el poder a les províncies al nord de l'Hindu Kush (però conservant els territoris al sud durant 150 anys fins que foren eliminats pels yuezhi i saces vers el 10 dC). Altres dos membres de la dinastia foren Plató de Bactriana, i potser Demetri II sobre el que hi ha tantes teories, però que en aquest cas no seria el mateix Demetri rei dels indis, sinó un fill d'Eucràtides de prenom Demetri, prenom que era força comú.